# موش مانداب باربور
موش مانداب باربور (نام علمی: Otomys barbouri) نام یک گونه از سرده موش‌های مانداب است.